# New Deal (Tennessee)
New Deal es un lugar designado por el censo ubicado en el condado de Sumner en el estado estadounidense de Tennessee. En el Censo de 2010 tenía una población de 368 habitantes y una densidad poblacional de 76,1 personas por km².

## Geografía
New Deal se encuentra ubicado en las coordenadas 36°30′50″N 86°33′46″O / 36.51389, -86.56278. Según la Oficina del Censo de los Estados Unidos, New Deal tiene una superficie total de 4.84 km², de la cual 4.84 km² corresponden a tierra firme y (0%) 0 km² es agua.

## Demografía
Según el censo de 2010, había 368 personas residiendo en New Deal. La densidad de población era de 76,1 hab./km². De los 368 habitantes, New Deal estaba compuesto por el 99.73% blancos, el 0% eran afroamericanos, el 0% eran amerindios, el 0% eran asiáticos, el 0% eran isleños del Pacífico, el 0% eran de otras razas y el 0.27% pertenecían a dos o más razas. Del total de la población el 1.09% eran hispanos o latinos de cualquier raza.